# Danilo Nigrelli
Danilo Nigrelli (Grosseto, 9 maggio 1960) è un attore italiano.

## Biografia
Nel 1994 ha interpretato la parte del secondo poliziotto nel film Il mostro di Roberto Benigni.
Dal 2007 al 2009 interpreta la parte del Maggiore Saverio Patrizi, capo della DIA, nella serie televisiva Distretto di polizia.
Ha partecipato al film Hotel Meina (2007) di Carlo Lizzani, ricoprendo il ruolo di Giorgio Benar.
Nel 2009 è nel cast delle miniserie tv Pane e libertà, regia di Alberto Negrin, in Enrico Mattei - L'uomo che guardava al futuro, regia di Giorgio Capitani e del film tv Miacarabefana.it, regia di Lodovico Gasparini, tutte fiction tv in onda su Rai 1.
Fra il 2008 e il 2010 interpreta il Sostituto Procuratore Borgia in Romanzo criminale - La serie per la regia di Stefano Sollima.

## Filmografia

### Cinema
- Modì, regia di Franco Brogi Taviani (1989)
- Da do da, regia di Nico Cirasola (1994)
- Il mostro, regia di Roberto Benigni (1994)
- Voci, regia di Franco Giraldi (2001)
- Pinocchio, regia di Roberto Benigni (2002)
- Tickets, regia di Abbas Kiarostami, Ken Loach e Ermanno Olmi (2005)
- A gennaio, regia di Luca Calvanelli (2005)
- Hotel Meina, regia di Carlo Lizzani (2007)
- Lezioni di cioccolato, regia di Claudio Cupellini (2007)
- Parlami d'amore, regia di Silvio Muccino (2008)
- Sleeping Around, regia di Marco Carniti (2008)
- Ricordati di fare miao, regia di Luca Calvanelli – cortometraggio (2009)
- Matrimoni e altri disastri, regia di Nina Di Majo (2010)
- 20 sigarette, regia di Aureliano Amadei (2010)
- Maìn - La casa della felicità, regia di Simone Spada (2012)
- Le formiche della città morta, regia di Simone Bartolini (2013)
- Ti ricordi di me?, regia di Rolando Ravello (2014)
- Il giovane favoloso, regia di Mario Martone (2014)
- Oggi è il giorno di festa, regia di Giovanni Prisco – cortometraggio (2015)
- Il subcomandante Marcos è una donna, regia di Daniele Malavolta – cortometraggio (2020)

### Televisione
- Sotto la luna, regia di Franco Bernini – film TV (1998)
- Più leggero non basta, regia di Elisabetta Lodoli – film TV (1998)
- Incantesimo, regia di Alessandro Cane e Leandro Castellani – serie TV, 12 episodi (2001)
- Il commissario, regia di Alessandro Capone – serie TV, episodi 1x01-1x08 (2002)
- Distretto di Polizia – serie TV, episodio 5x21 (Bruno Cataneo, 2005)
- Distretto di Polizia – serie TV, 31 episodi (Savero Patrizi, 2007-2009)
- Romanzo criminale - La serie, regia di Stefano Sollima, 22 episodi (2008-2010)
- Miacarabefana.it, regia di Lodovico Gasparini – film TV (2009)
- Pane e libertà, regia di Alberto Negrin – miniserie TV (2009)
- Enrico Mattei - L'uomo che guardava al futuro, regia di Giorgio Capitani – miniserie TV (2009)
- R.I.S. - Delitti imperfetti – serie TV, episodio 5x19 (2009)
- Squadra antimafia - Palermo oggi – serie TV, episodio 4x08 (2012)
- Rocco Schiavone, regia di Simone Spada – serie TV, episodio 3x01 (2019)
- Blanca – serie TV, episodio 1x05 (2021)
- Imma Tataranni - Sostituto procuratore – serie TV, episodi 3x01-3x04-4x01 (2023-2025)
- Doc - Nelle tue mani – serie TV, episodi 3x11-3x12 (2024)

## Teatro
- Santa Giovanna, di George Bernard Shaw, regia di Luca Ronconi (1984)
- Fiorenza, di Thomas Mann, regia di Aldo Trionfo (1984)
- Cos'è il teatro, regia di Andrea Camilleri (1985)
- Romeo e Giulietta, di William Shakespeare, regia di Lorenzo Salveti (1985)
- Tutti al macello, di Boris Vian, regia di Sasà Cardone (1986)
- Tutto è bene quel che finisce bene, di William Shakespeare, regia di Lorenzo Salveti (1986)
- Sei personaggi in cerca d'autore, di Luigi Pirandello, regia di Giuseppe Patroni Griffi (1986)
- Questa sera si recita a soggetto, di Luigi Pirandello, regia di Giuseppe Patroni Griffi (1987)
- Ciascuno a suo modo, di Luigi Pirandello, regia di Giuseppe Patroni Griffi (1988)
- Interrogatorio della Contessa Maria, di Aldo Palazzeschi, regia di Mario Ferrero (1989)
- Fior di pisello di Édouard Bourdet, regia di Giuseppe Patroni Griffi (1990)
- Una volta nella vita, di George S. Kaufman e Moss Hart, regia di Giuseppe Patroni Griffi (1990)
- Paese di mare, di Natalia Ginzburg, regia di Giuseppe Patroni Griffi (1990)
- Le false confidenze, di Marivaux, regia di Giuseppe Patroni Griffi (1991)
- La locandiera, di Carlo Goldoni, regia di Marinella Anaclerio (1991)
- Zozos, di Giuseppe Manfridi, regia di Andrea Taddei (1992)
- Roberto Zucco, di Bernard-Marie Koltès, regia di Elio De Capitani (1992)
- La moglie saggia, di Carlo Goldoni, regia di Giuseppe Patroni Griffi (1993)
- Resti umani non identificati e la vera natura dell'amore, di Brad Fraser, regia di Elio De Capitani e Ferdinando Bruni (1993)
- La missione, di Heiner Müller, regia di Tito Piscitelli (1994)
- Il gabbiano, di Anton Čechov, regia di Maurizio Scaparro (1995)
- Osceno vaudeville, testo e regia di Ugo Chiti (1996)
- Questa sera si recita a soggetto, di Luigi Pirandello, regia di Giuseppe Patroni Griffi (1997)
- A las barricadas, di Fulvio Abbate, regia di Franco Però (1998)
- Progetto petrolio, regia di Claudio Abbado (1998)
- Otello, di William Shakespeare, regia di Antonio Latella (1999)
- Macbeth, di William Shakespeare, regia di Antonio Latella (2000)
- Amleto, di William Shakespeare, regia di Antonio Latella (2001)
- Quel che sapeva Maisie, di Henry James, regia di Luca Ronconi (2002)
- La tempesta, di William Shakespeare, regia di Antonio Latella (2003)
- L'amante, di Harold Pinter, regia di Danilo Nigrelli (2003)
- Edoardo II, di Christopher Marlowe, regia di Antonio Latella (2004)
- Porcile, di Pier Paolo Pasolini, regia di Antonio Latella (2005)
- La cena de le ceneri, di Giordano Bruno, regia di Antonio Latella (2005)
- Traditi, di Paola Ponti, regia di Danilo Nigrelli (2005)
- Otello, di William Shakespeare, regia di Arturo Cirillo (2006)
- Hospitality Suite, di Roger Rueff, regia di Danilo Nigrelli (2007)
- In nome della madre, di Erri De Luca, regia di Danilo Nigrelli (2009)
- La pace perpetua, di Juan Mayorga, regia di Jacopo Gassman (2012)
- Sinfonia d'autunno, di Ingmar Bergman, regia di Gabriele Lavia (2013)
- Una cena armena, di Paola Ponti, regia di Danilo Nigrelli (2013)
- Giulio Cesare di William Shakespeare, regia di Carmelo Rifici (2014)
- Lear, di Edward Bond, regia di Lisa Ferlazzo Natoli (2015)
- Calaveras Kabarett, di Danilo Nigrelli da Max Aub, regia di Danilo Nigrelli (2016)
- Alcesti, di Euripide, regia di Cesare Lievi (2016)
- Casa di bambola, di Henrik Ibsen, regia di Roberto Valerio (2016)
- Locandiera B&B, di Edoardo Erba, regia di Roberto Andò (2017)
- Purgatorio, di Ariel Dorfman, regia di Carmelo Rifici (2017)
- Edipo a Colono, di Sofocle, regia di Yannis Kokkos (2018)
- Cose così, di Paola Ponti, regia di Danilo Nigrelli (2018)
- Il ragazzo dell'ultimo banco, di Juan Mayorga, regia di Jacopo Gassmann (2019)
- I manoscritti del diluvio, di Michel Marc Bouchard, regia di Carlo Cerciello (2020)
- Amen, di Massimo Recalcati, regia di Valter Malosti (2021)
- Festen. Il gioco della verità, di Thomas Vinterberg, regia di Marco Lorenzi (2023)
- Antonio e Cleopatra, di William Shakespeare, regia di Walter Malosti (2023-24)